# 浙江警察学院

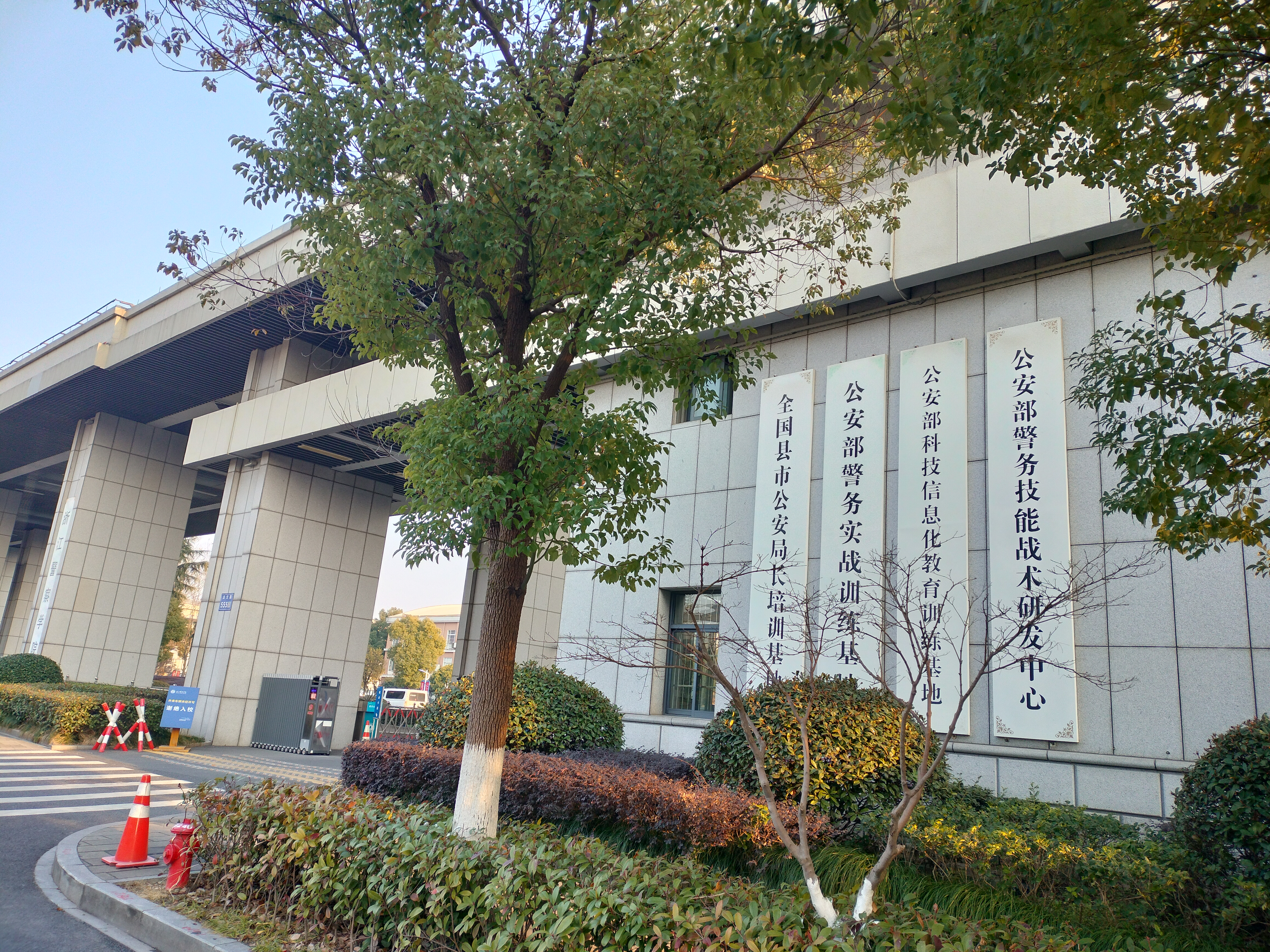

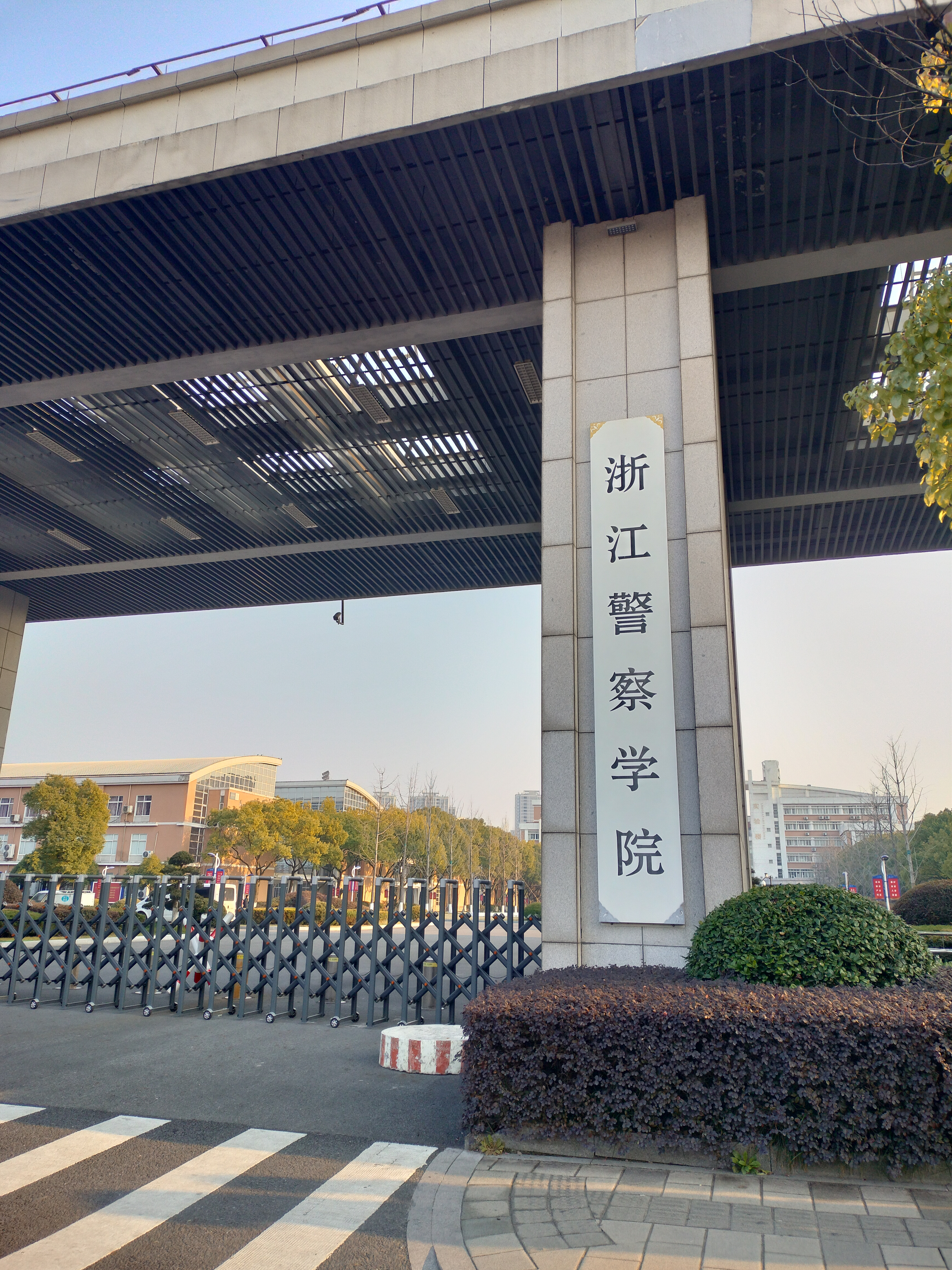

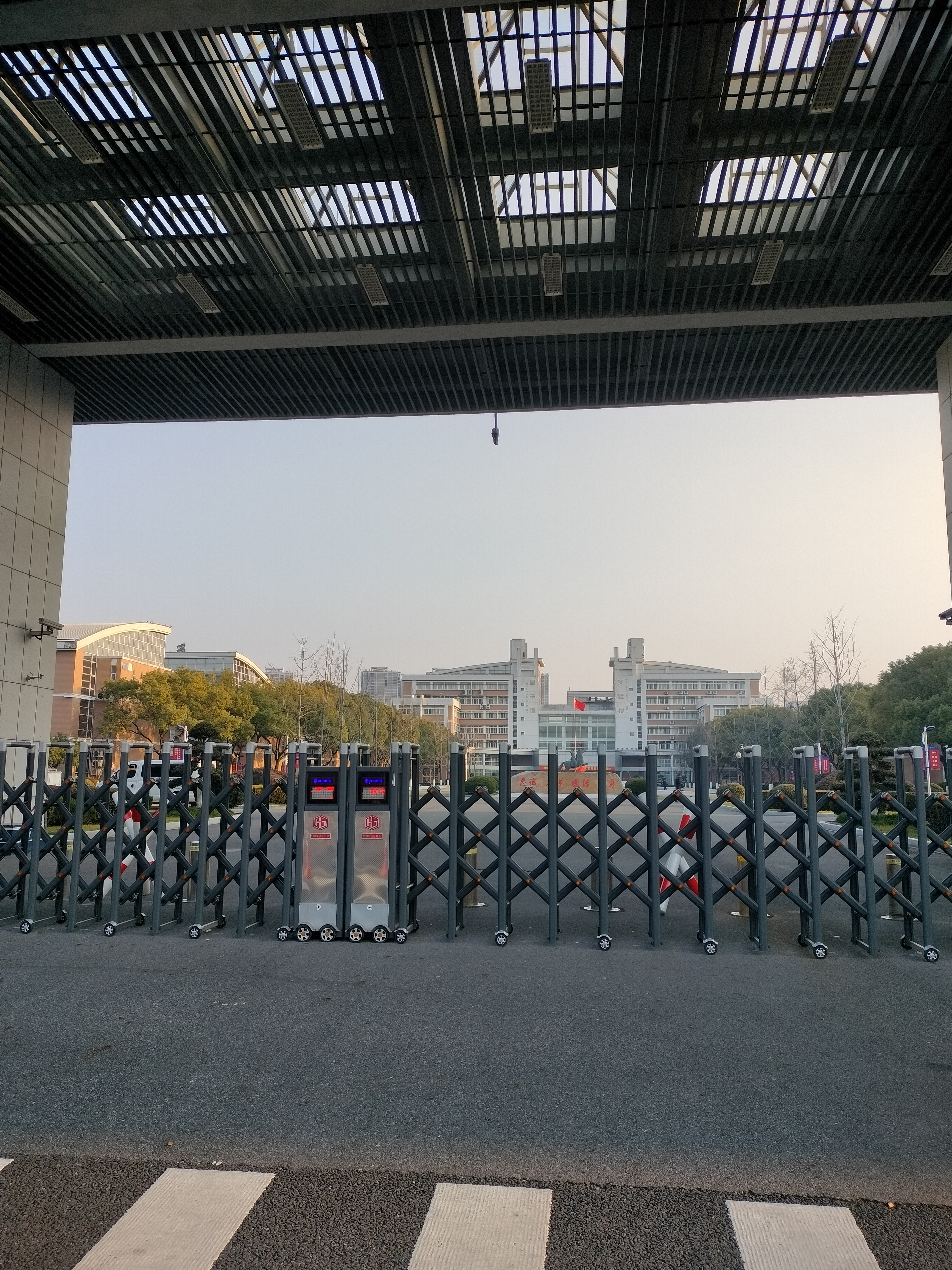

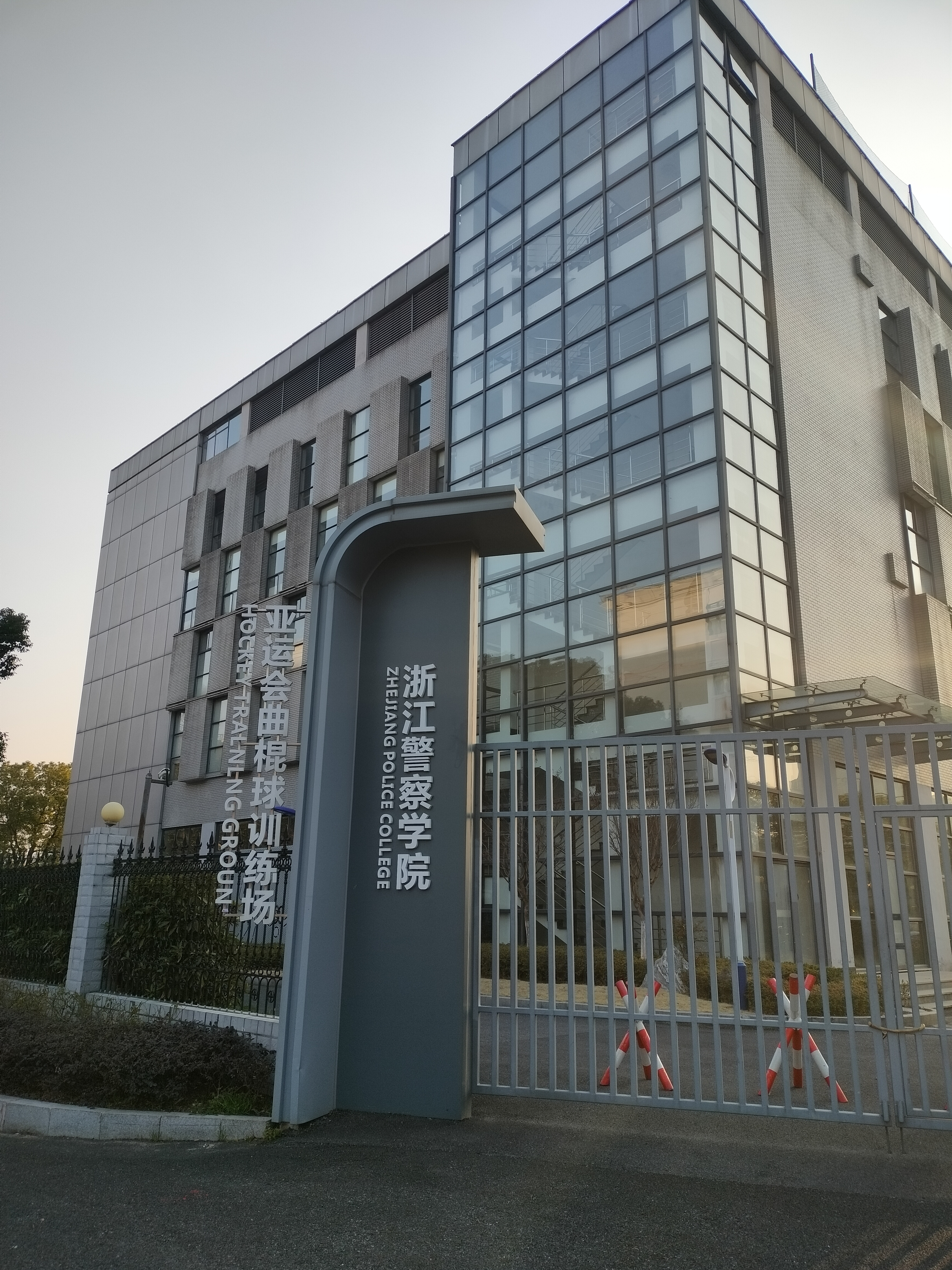

浙江警察学院，是一所位于浙江省杭州市的公安类普通本科高等院校，隶属浙江省公安厅。

## 历史沿革
- 1949年，创建杭州市公安人员训练班。
- 1949年，更名杭州市人民警察学校。
- 1950年，更名浙江省公安干部学校。
- 1955年，更名浙江省公安学校。
- 1959年，浙江省公安学校并入浙江省政法干部学校（筹），组建浙江省政法干部学校。
- 1966年，停办浙江省政法干部学校。
- 1973年，恢复浙江省公安干部学校。
- 1978年，更名浙江省公安学校。
- 1982年，部分分出，改建浙江省人民警察学校（简称浙江省警察学校）。
- 1985年，升格浙江公安专科学校。
- 1994年，更名浙江公安高等专科学校。
- 2000年，浙江省人民警察学校再次并入，并迁址滨江校区办学。
- 2007年3月，升格浙江警察学院，成为本科院校。

## 专业设置
- 警务指挥与战术专业、交通管理工程专业（智能交通方向）、网络安全与执法专业、涉外警务专业、治安学专业、刑事科学技术专业、经济犯罪侦查专业、侦查学专业、数据警务技术
- 西藏班提供上述專業（涉外警務專業除外）